# Michael Bradley
Michael Bradley (født d. 31. juli 1987 i Palatine, New Jersey) er en amerikansk fodboldspiller som spiller hos Toronto FC i Major League Soccer.
I en alder af 17 år debuterede Michael Bradley i Major League Soccer. Hans far, Bob Bradley, var dengang træner for New York/New Jersey Metrostars og lod sin søn spille 30 kampe for klubben i 2005. I disse 30 kampe lagde han op til 4 mål og scorede selv også 1 mål. Sæsonen før var han også på holdet, men på grund af en fodskade kunne han ikke spille nogle kampe. Bradley har i øvrigt også allerede spillet 2 kampe for det amerikanske fodboldlandshold.
I januar 2006 blev Michael Bradley, på en alder af 18 år, den yngst solgte spiller fra Major League Soccer, da han blev solgt til hollandske SC Heerenveen. I sommeren 2008 skiftede han til bundesligaklubben Borussia Mönchengladbach. I januar 2011 blev han udlejet til engelske Aston Villa.
Michael Bradley står (pr. april 2018) noteret for 140 kampe og syv scoringer for USA's landshold.

## Statistikker
| sæson   | klub                           | land     | liga                | kampe | mål |
| ------- | ------------------------------ | -------- | ------------------- | ----- | --- |
| 2004    | New York/New Jersey Metrostars | USA      | Major League Soccer | 0     | 0   |
| 2005    | New York/New Jersey Metrostars | USA      | Major League Soccer | 30    | 1   |
| 2005/06 | SC Heerenveen                  | Holland  | Eredivisie          | 1     | 0   |
| 2006/07 | SC Heerenveen                  | Holland  | Eredivisie          | 21    | 0   |
| 2007/08 | SC Heerenveen                  | Holland  | Eredivisie          | 30    | 16  |
| 2008/09 | Borussia Mönchengladbach       | Tyskland | Eredivisie          | 26    | 5   |